# Spånbro
Spånbro (dansk) eller Sponbrück (tysk) er en bebyggelse beliggende mellem Vesterskov og Dollerup i det nordøstlige Angel i Sydslesvig. Administrativt hører Spånbro (Spaanbro) under Vesterskov Kommune i Slesvig-Flensborg kreds i den nordtyske delstat Slesvig-Holsten.  I kirkelig henseende hører husmandsstedet til Grumtoft Sogn. Sognet lå i Husby Herred (Flensborg Amt, Sønderjylland), da området tilhørte Danmark.
Spånbro er første gang nævnt 1582. Navnet henføres subst. spån (tagspån; glda. spān, old. spānn). Her var en træbro over et lille vandløb (→ Spånså, på tysk Sponsau). Selve åen udspringer lidt nord for Spånbro og munder efter 3,7 km ud i Langballe Å. Spånsåen flankeres af morænehøjder ved Myrpold. Ordet synes også at foreligge i flere svenske sønavne, men navnets egentlige betydning er ikke klar. Navnet kan måske også blive opfattet som subst. spang for gangbræt over vandløb.